# Sisowath Monireth
Sisowath Monireth (ur. 25 listopada 1909, zm. we wrześniu 1975) – kambodżański polityk, książę.
Był synem króla Sisovata Monivonga. W latach 30. i na początku lat 40. XX wieku wskazywany przez część francuskiej administracji kolonialnej jako potencjalny, kolejny monarcha. Ostatecznie jednak, po śmierci Sisowatha Monivonga (1941) gubernator generalny Jean Decoux zdecydował o koronacji syna księcia Norodoma Suramarita – Sihanouka. 17 października 1945 stanął na czele rządu. Funkcję szefa rządu pełnił do 15 grudnia 1946. Jako reprezentant rządu Kambodży, po przyznaniu jej przez Francję autonomii (7 stycznia 1946), podpisywał porozumienie gwarantujące wprowadzenie nowej konstytucji oraz swobodę tworzenia ugrupowań politycznych. Opracował, na zlecenie dworu, projekt ustawy zasadniczej, odrzucony następnie przez Zgromadzenie Konsultacyjne. W 1960 przewodniczył Radzie Regencyjnej.
Zamordowany przez Czerwonych Khmerów.

## Odznaczenia (lista niepełna)[7]
- Krzyż Wielki Królewskiego Orderu Kambodży (1941)
- Kawaler Legii Honorowej (Francja)
- Wielki Oficer Orderu Miliona Słoni i Białego Parasola (Laos)